# إيشيموكو كينكو هيو

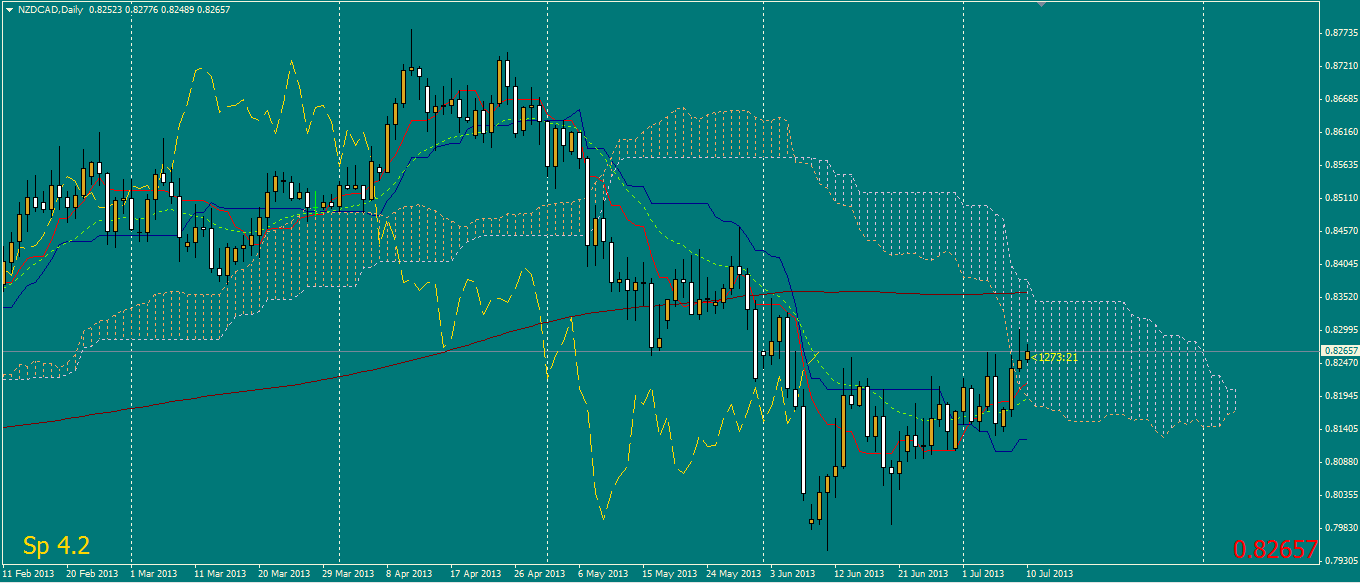
مثال على نظام تداول إيشيموكو في سوق الفوركس لزوج NZDCAD

إيشيموكو كينكو هيو Ichimoku Kinko Hyo (IKH) (Japanese一目均衡表 Ichimoku Kinkō Hyō)، عادةً ما يتم اختصارها إلى «إيشيموكو»، هي طريقة تحليل فني تعتمد على الرسم البياني بالشموع اليابانية لتحسين دقة تحركات الأسعار المتوقعة.

## تاريخ

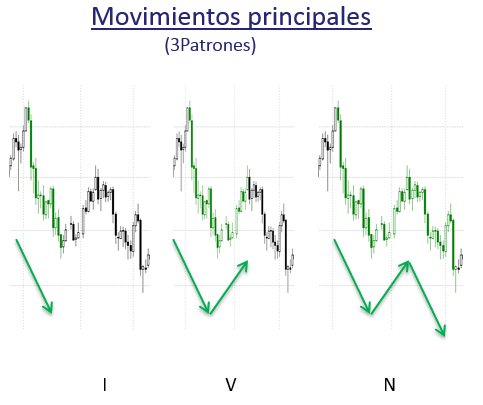
الموجات الأولية في إيشيموكو

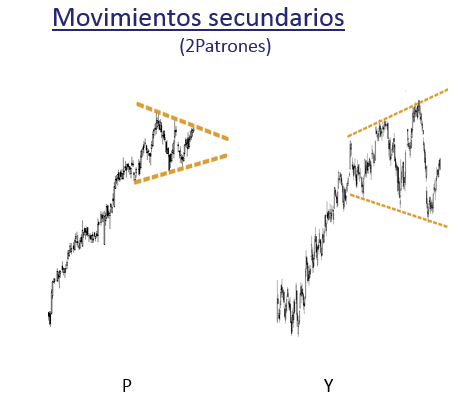
موجات ثانوية في إيشيموكو

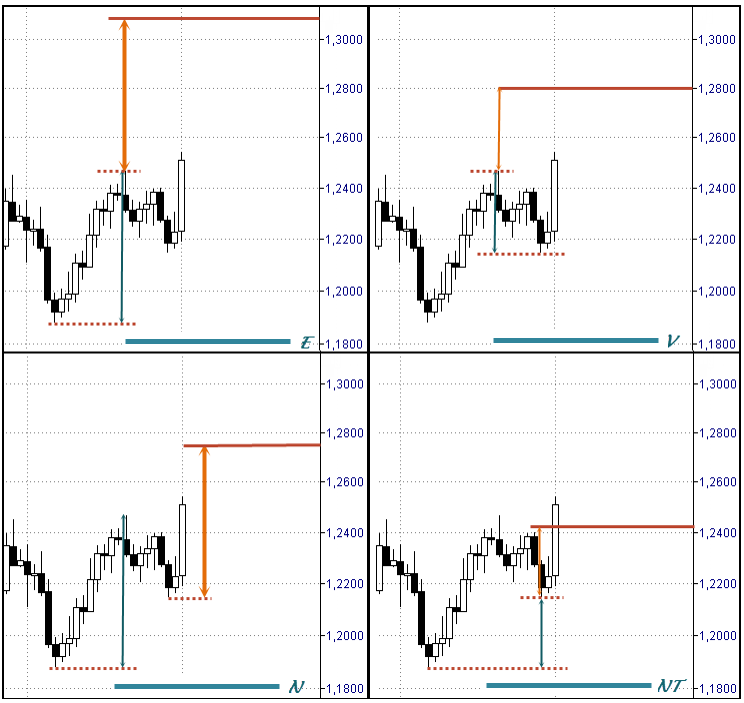
المستويات المستهدفة في إيشيموكو

تم تطويره في أواخر الثلاثينيات من قبل Goichi Hosoda (細田悟一 كويتشي هوسودا) ، وهو صحفي ياباني كان يُعرف باسم Ichimoku Sanjin (一目山人 Ichimoku Sanjin) ، والذي يمكن ترجمته على أنه «يا له من رجل في يرى الجبل».  أمضى 30 عامًا في إتقان التقنية قبل نشر النتائج التي توصل إليها لعامة الناس في أواخر الستينيات.
يترجم إيشيموكو كينكو هيو إلى مخطط توازن أو نظرة فورية على مخطط التوازن ويشار إليه أحيانًا باسم «مخطط سحابي بنظرة واحدة» استنادًا إلى «السحب» الفريدة التي تتميز بها مخططات إيشيموكو.
إيشيموكو هو نظام لتحديد الاتجاه يعتمد على المتوسط المتحرك ولأنه يحتوي على نقاط بيانات أكثر من مخططات الشموع القياسية، فإنه يوفر صورة أوضح لحركة السعر المحتملة. يتمثل الاختلاف الرئيسي بين كيفية رسم المتوسطات المتحركة في إيشيموكو على عكس الطرق الأخرى في أن خطوط إيشيموكو مبنية باستخدام نقطة 50٪ من الارتفاعات والانخفاضات على عكس سعر إغلاق الشمعة. يأخذ إيشيموكو في الاعتبار عامل الوقت كعنصر إضافي إلى جانب حركة السعر، على غرار أفكار ويليام ديلبرت جان التجارية.
في العالم الغربي، يُعرف فقط بـ «البيئة الرسومية»، نظرًا لحقيقة أن المؤلفين لم يترجموا الدليل الأصلي إلى اللغة الإنجليزية أو الألمانية أو الإسبانية. ومع ذلك، تم دمج إيشيموكو أيضًا من خلال ثلاث نظريات أخرى تعمل على تحسين المؤشر وتعزيزه:
- نظرية الوقت [5]
- نظرية حركة الموجة [6]
- نظرية السعر المستهدف [7]

## العناصر الرئيسية للبيئة الرسومية في إيشيموكو

### تينكان صن
تينكان صن (Tenkan-sen) (転換線) الحساب: (أعلى قمة + أدنى قاع) / 2 لآخر 9 فترات.
يتم استخدامه بشكل أساسي كخط إشارة وخط دعم / مقاومة ثانوي. تينكان صن (الخط الأحمر): يُعرف أيضًا باسم خط الانعطاف ويتم اشتقاقه من خلال حساب متوسط أعلى ارتفاع وأدنى انخفاض خلال الفترات التسع الماضية. تينكان صن هو مؤشر لاتجاه السوق. إذا كان الخط الأحمر يتحرك لأعلى أو لأسفل، فهذا يشير إلى أن السوق يتجه. إذا كان يتحرك أفقيًا، فهذا يشير إلى أن السوق يتحرك.

### كيجون سين
كيجون سين (Kijun-sen) (基準線) الحساب: (أعلى قمة + أدنى قاع) / 2 خلال الـ 26 فترة الماضية.
هذا هو خط التأكيد، وخط الدعم / المقاومة، ويمكن استخدامه كخط وقف متحرك. يعمل كيجون سين كمؤشر لحركة الأسعار في المستقبل. إذا كان السعر أعلى من الخط الأزرق، فقد يستمر في الارتفاع. إذا كان السعر تحت الخط الأزرق، فقد يستمر في الانخفاض.

### سينكو سبان أ
سينكو (先行) فترة حسابية: (تينكان صن + kijun-sen) / 2 برسم 26 فترة للأمام.
يُطلق عليه أيضًا الخط الرائد 1، ويشكل هذا الخط حافة واحدة من كومو أو السحابة.
إذا كان السعر أعلى من سينكو سبان، فإن الخط العلوي يعمل كمستوى دعم أول بينما يمثل الحد الأدنى مستوى الدعم الثاني.
إذا كان السعر أقل من سينكو سبان، فإن الخط السفلي يشكل مستوى المقاومة الأول بينما الخط العلوي هو مستوى المقاومة الثاني.

### سينكو سبان ب
حساب سينكو سبان ب (Senkou Span B): (أعلى ارتفاع + أدنى قاع) / 2 محسوب على مدار الـ 52 فترة الزمنية الماضية ورسم 26 فترة للأمام.
يُطلق عليه أيضًا الخط الرئيسي 2، ويشكل هذا الخط الحافة الأخرى من كومو.

### كومو
كومو (雲، cloud) هي المسافة بين سينكو سبان A و B. تحدد حواف السحابة نقاط الدعم والمقاومة الحالية والمحتملة في المستقبل.
يتغير شكل سحابة كومو وارتفاعها بناءً على تغيرات الأسعار. يمثل هذا الارتفاع تقلبًا حيث تشكل حركات الأسعار الأكبر غيومًا أكثر كثافة، مما يخلق دعمًا ومقاومة أقوى. نظرًا لأن السحب الرقيقة لا تقدم سوى دعم ومقاومة ضعيفين، يمكن للأسعار أن تخترق هذه السحب الرقيقة وتميل إلى ذلك.
بشكل عام، تكون الأسواق صعودية عندما يكون (Senkou Span A) أعلى من سينكو سبان ب والعكس صحيح عندما تكون الأسواق هبوطية. غالبًا ما يبحث المتداولون عن كومو Twists في السحب المستقبلية، حيث تكون صفقات تبادل Senkou Span A و B، إشارة إلى انعكاسات الاتجاه المحتملة.
بالإضافة إلى السماكة، يمكن أيضًا التأكد من قوة السحابة بزاويتها؛ صعودا وهبوطا للهبوط. تُعرف أي غيوم خلف السعر أيضًا باسم (Kumo Shadows).

### تشيكو سبان
شيكو (遅行) حساب الامتداد: سعر إغلاق اليوم المتوقع 26 يومًا على الرسم البياني.
يُطلق عليه أيضًا نطاق التأخير، ويتم استخدامه كمساعد دعم / مقاومة.
إذا تقاطع (Chikou Span) أو الخط الأخضر مع السعر في الاتجاه السفلي، فهذه إشارة شراء. إذا تجاوز الخط الأخضر السعر من أعلى لأسفل، فهذه إشارة بيع.